# Дрип пејнтинг
Дрип пејнтинг (енглески који капље, скраћено dripping) је сликарска техника коју су примењивали уметници акционог сликарства. Ова техника подразумева да се ретка боја слободним покретима прска или накапава на платно које је на поду. Циљ је да слика настане као последица случајности (видети аутоматизам). Од значајних уметника ову технику примењивали су Вилем де Кунинг, Џексон Полок и Р. Мадервел. 